# Distrito de Bocas del Toro
El distrito de Bocas del Toro es una de las divisiones que conforma la provincia de Bocas del Toro, situado en la República de Panamá.

## División político-administrativa
El distrito está conformado por seis corregimientos:
- Bastimentos
- Bocas del Toro
- Boca del Drago
- Punta Laurel
- Tierra Oscura
- San Cristóbal

## Demografía
En el censo del año 2000, alrededor del 73,5 % de la población tiene ascendencia chibcha.

## Geografía

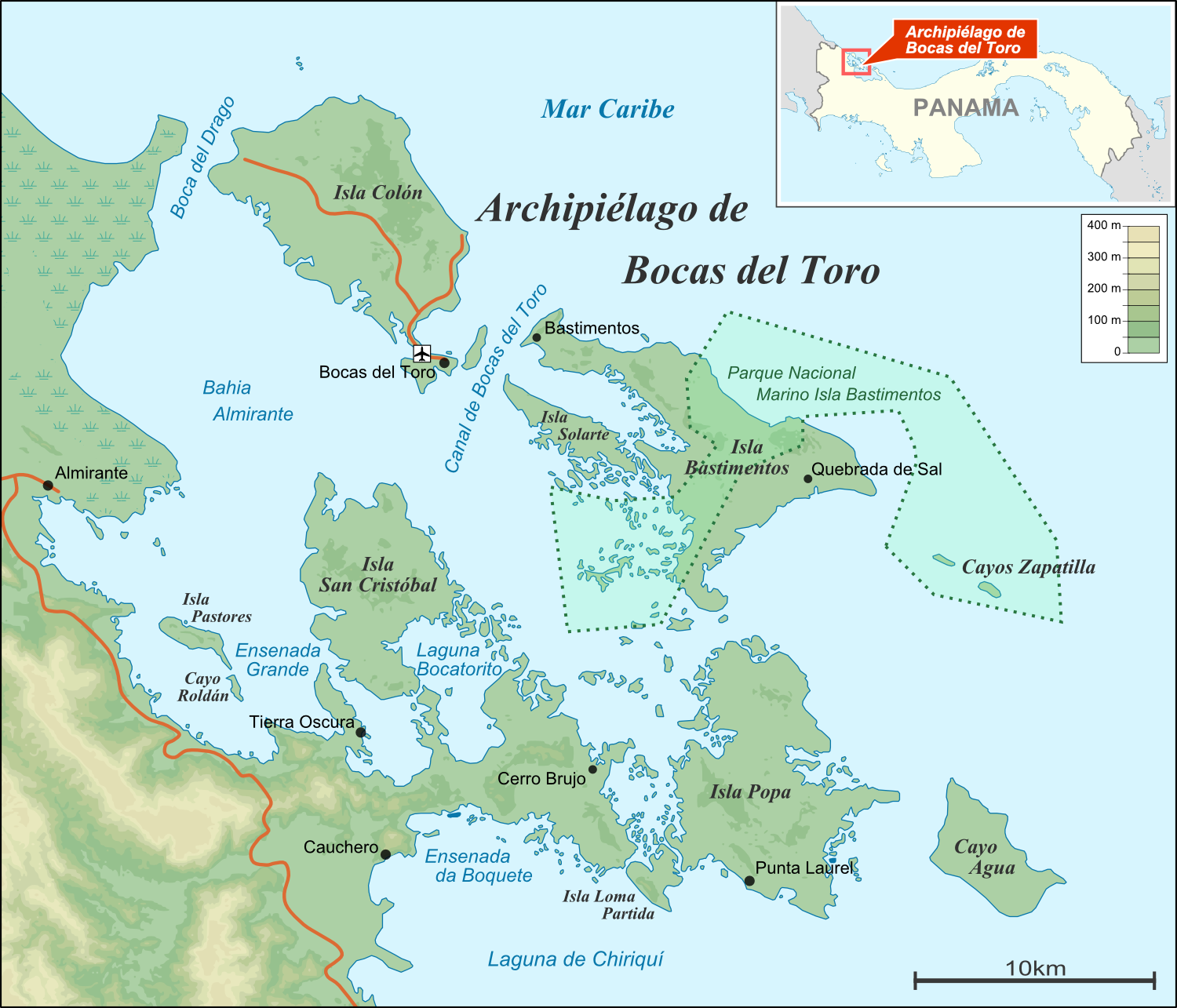
Archipiélago de Bocas del Toro.

El distrito abarca una zona insular (archipiélago de Bocas del Toro) y en una zona continental que abarca la península Aguacate.

## Economía
La economía de esta provincia se basaba en el cultivo de banano para exportación, hoy en día el turismo se ha convertido en una fuente de ingresos creciente.

### Turismo
El turismo juega un papel muy importante en la determinación de las tendencias del ciclo económico general y de varias actividades económicas específicas y como tal la actividad turística para el año 2014 encabeza el primer lugar dentro los principales generadores de divisas del sector de la economía, el turismo aportó 5,476.4 millones de balboas que corresponde a la suma del renglón viaje de la Balanza de Pagos y al Transporte Internacional. El gasto promedio por turista para el 2014 fue de B/.2,376 y un gasto diario de B/.280 (incluye el pasaje internacional).

#### Turismo de servicios en el archipiélago
Se realiza mayormente en Isla Bastimentos e Isla Colón, con población latina-afroantillana, cuya economía se basa en el turismo, los servicios y la pesca.

### Turismo Receptivo
El total de visitantes ingresados a Panamá durante el año 2013 fue de 2,304,711 visitantes el cual tuvo un incremento de 4.7%, es decir 102,857 visitantes adicionales al año 2013. Los principales puertos de Ingreso de visitantes a Panamá para el 2014 están representados por el Principal Puerto de entrada que es el Aeropuerto Internacional de Tocumen con el 69.8% de total con un Ingreso de 1,609,937 visitantes, seguido de los puertos de Cruceros que representan el 15.9%, y 365,664 pasajero de cruceros, seguido los ingresados por la Frontera de Paso Canoas con 7.2% y 166,052 visitantes y Otros Puertos con el 7.1% de participación y 163,058 visitantes.

## Cultura
Bocas del Toro tiene diferentes culturas: españolas, indígenas, inmigrantes de las islas del Caribe, ingleses y franceses, alemanes y norteamericanos (todos han sido parte del desarrollo de la región). En Bocas del Toro también se encuentra la cultura del baile congo, también el Palo de Mayo que se baila el en mayo para celebrar el día de la etnia negra, también se encuentra lo es la cuadrilla es un baile elegante, entre otras. Al igual que otras provincias tiene su comida típica como lo es el rice and beans, el pescado al escabeche, la empanada pati, arroz con coco, y otros platos muy deliciosos. 

### Platos típicos
Como un importante atractivo de Bocas del Toro, se encuentra su peculiar estilo culinario, con ingredientes locales, como mariscos y pescado mezclándolos con influencias europeas y norteamericanas.

### Celebraciones

#### Fiesta de la Virgen del Carmen
Esta se realiza cada año en el puerto Muti, en la costa sur de la [[provincia 
de Bocas del toro ]], es una procesión acuática del monumento de la Virgen del Carmen junto con sus fieles devotos sobre todo pescadores, marinos y demás trabajadores del mar.

#### Feria del Mar
Se celebra del 13 al 18 de septiembre en Isla Colón, esta se realiza cuando la mayor parte del país está en época de lluvias menos en Bocas del Toro, esta feria agrupa a población extranjera como norteamericanos, sudamericanos y europeos.

### Bailes
Los principales bailes folklóricos son los de origen afro-antillano e indígena. Los bocatoreños tienen muchos bailes distintivos los cuales bailan en parejas, y por lo general se dan cuando celebran algún cumpleaños o festividad especial. Los bailes más destacados son el de las cuadrillas antillanas, el baile calidonia, el Palo de Mayo; además bailan ritmos de soca y calipso. Al bailar calidonia, polca y cuadrillas antillanas se usan vestidos de salón de años 20 y en los ritmos calipso, congos y Palo de Mayo se llevan atuendos afroantillanos.

### Música
Además del famoso grupo The Beachers (encabezado por el pianista y arreglista Lloyd Gallimore), también figuran los destacados músicos Luis Russell (pianista, compositor, director de orquesta) y, por supuesto el 'monarca del calipso' Lord Cobra (compositor, cantante, ejecutante del ukelele).